# Jean-Jacques Viseur
 (août 2017).
Si vous disposez d'ouvrages ou d'articles de référence ou si vous connaissez des sites web de qualité traitant du thème abordé ici, merci de compléter l'article en donnant les références utiles à sa vérifiabilité et en les liant à la section « Notes et références ».
Pour les articles homonymes, voir Viseur (homonymie).
Jean-Jacques Viseur, né le 2 décembre 1946 à Charleroi est un homme politique belge de langue française, membre du Centre Démocrate Humaniste. Il est ministre des Finances de 1998 à 1999 et bourgmestre de la ville de Charleroi de 2007 à 2012.

## Biographie
Docteur en droit, Jean Jacques Viseur est avocat au barreau de Charleroi de 1969 à 1997. Entre 1973 et 1981, il a collaboré à différents cabinets ministériels auprès des Ministres Alfred Califice (Travaux publics, Affaires wallonnes) et Philippe Maystadt (chef de cabinet Fonction publique). En 1985, il devient administrateur puis président du Conseil d'administration de la Clinique Notre Dame à Charleroi puis, après fusion, du Centre hospitalier Notre-Dame-Reine Fabiola. Depuis 1985, il est également devenu administrateur puis membre du bureau des Mutualités chrétiennes à Charleroi. En 1992, il accède à la fonction d’administrateur puis de président du Conseil d'administration de l'Université catholique de Louvain (Louvain-la-Neuve). À partir de 1994, sa carrière politique est lancée, il devint tour à tour : député et ministre. Mais en plus de son mandat de député, à partir de 2000, il revient à la vie politique locale en tant que conseiller communal à Charleroi et en 2006, en tant qu'échevin. Depuis le 22 juin 2007, Jean-Jacques Viseur était pressenti pour être désigné comme  bourgmestre de la ville de Charleroi en remplacement de Léon Casaert sous l'impulsion de l'informateur Paul Magnette envoyé par Elio Di Rupo (président du PS et ministre-président de la région wallonne) pour sortir Charleroi de ses problèmes politiques. Toutefois, le président sous tutelle de la section socialiste locale (USC), Jean-Claude Van Cauwenberghe, bourgmestre de Charleroi de 1983 à 2000, annonce qu'il refuserait un accord qui ne « correspond pas au résultat électoral » des communales d'octobre 2006. En effet, le CdH ne comptabilise que 6 sièges sur 51 et Jean Jacques Viseur seulement 762 voix de préférence.
Une majorité des Conseillers communaux Socialistes (21 sur 23) accepte cependant de signer le nouvel accord de majorité.
À l'occasion des fêtes de Wallonie 2010, il prend position en faveur d'un nationalisme wallon qu'il veut ouvert et sans hostilité à l'égard des autres régions du pays.
Jean-Jacques Viseur démissionne de sa fonction de bourgmestre le 16 février 2012.

## Carrière politique

### Niveau national
- Entre 1995-1998, Jean Jacques Viseur est député fédéral.
- En 1998-1999, il devient ministre des Finances en remplacement de Philippe Maystadt, président du nouveau PSC.
- De 1999 à 2006, député fédéral et membre de la Commission des Finances et du Budget à la Chambre des représentants.

### Niveau local
- De 2000 à 2004, conseil communal à Charleroi.
- Du 5 décembre 2006 au 9 juillet 2007, échevin des Finances de la Ville de Charleroi.
- Du 9 juillet 2007 au 16 février 2012, bourgmestre de la Ville de Charleroi.